# Nationale Wetenschapsquiz
De Nationale Wetenschapsquiz was van 1994 tot 2018 een jaarlijks terugkerend televisieprogramma van de Nederlandse publieke omroep. In de quiz werd naar de wetenschappelijke kant van alledaagse zaken en kwesties gevraagd. De vragen van de quiz kwamen in de krant, tv-gidsen en op internet. De grande finale was een feestelijke televisie-uitzending rond Kerst waarbij drie teams bestaande uit een wetenschapper en een kunstenaar het tegen elkaar opnamen bij het beantwoorden van de vijftien meerkeuzevragen. De quiz stond erom bekend geen zuivere kennistest te zijn, maar een quiz die een beroep doet op het vermogen om logisch en creatief te redeneren. De antwoorden op de vragen waren niet gemakkelijk te googlen.  
Van 1998 tot 2014 werd naast de 'gewone' quiz een speciale jeugdvariant georganiseerd voor basisschoolleerlingen: Nationale Wetenschapsquiz Junior. Deze quiz, met vragen voor en door kinderen, werd apart uitgezonden rond de kerstdagen.

## Structuur en organisatie
De Nederlandse Organisatie voor Wetenschappelijk Onderzoek (NWO) organiseerde samen met de VPRO de Nationale Wetenschapsquiz. Het programma is bedacht door Wim Schepens en Hein Meijers. Jarenlang stond het televisieteam onder leiding van wetenschapsjournalist Rob van Hattum. De vragen werden bedacht door wetenschappers en onderzoeksgroepen van universiteiten, door kijkers en door de wetenschapsredactie van het programma.
De quiz, die sinds 1994 jaarlijks werd georganiseerd, bestond uit vijftien meerkeuzevragen met drie mogelijke antwoorden. De vragen waren voor iedereen te begrijpen maar hadden vaak een ongewoon antwoord, op basis van een verrassend wetenschappelijk onderzoek of principe. Veel vragen konden thuis proefondervindelijk onderzocht worden en werden ook op televisie met proefjes gedemonstreerd.
Na publicatie op internet, in landelijke en regionale dagbladen en tv-gidsen konden oplossingen worden ingezonden. Onder de beste inzenders werden prijzen verloot. Sinds 2012 konden deelnemers ook tijdens de uitzending de antwoorden live inzenden via een tweede scherm op internet. Vanaf 2014 werd een aparte prijs uitgereikt aan de winnaar onder de live-inzenders via het tweede scherm. Deze kreeg in 2015 en 2016 een robotdinosaurus. In 2017 kreeg de winnaar van het tweede scherm een drone. In 2018 werd de winnaar van het tweede scherm beloond met een minibeamer.
Vanwege het wegvallen van externe financiering was de editie van 2018 de laatste die door de VPRO en NWO werd geproduceerd. De quiz is in 2019 nog eenmaal onder dezelfde naam georganiseerd door de Balie in samenwerking met Scienceguide. Deze quiz werd via internet uitgezonden op de site van De Balie. 

## Presentatie

### Nationale Wetenschapsquiz (gewone versie)
- 1994 - 2002:  Wim T. Schippers (entertainer / kunstenaar) geassisteerd door statistica Edith de Leeuw
- 2003: Karen van Holst Pellekaan
- 2004: Karen van Holst Pellekaan en Lenette van Dongen
- 2005: Rick van der Ploeg (hoogleraar economie en oud-staatssecretaris), geassisteerd door Froukje Jansen
- 2006 - 2008: Leon Verdonschot (journalist), geassisteerd door popmuzikant Denvis.
- 2009 - 2014: Lottie Hellingman (actrice) en Rob van Hattum (wetenschapsjournalist)
- 2015 - 2018: Ionica Smeets (wiskundige en hoogleraar Wetenschapscommunicatie) en Pieter Hulst (psycholoog)

### Nationale Wetenschapsquiz (juniorversie)
- 1998 - 2003:  Wim T. Schippers
- 2004: Mimoun Oaïssa
- 2005: Plien en Bianca
- 2006: Victoria Koblenko
- 2007: Georgina Verbaan
- 2008: Winfried Baijens
- 2009: Lottie Hellingman
- 2010: Bart Meijer
- 2011: Milouska Meulens
- 2012: André Kuipers
- 2013: Diederik Jekel
- 2014: Freek Vonk

## Uitzending
In 2003 werden per abuis de vragen gepubliceerd in de VPRO-gids voordat de uitzending was opgenomen. Wim T. Schippers weigerde daarop de quiz in zijn oorspronkelijke vorm te presenteren. Hoewel de kandidaten beloofd hadden de vragen niet in te kijken, zou er volgens Schippers een 'sfeer van gesjoemel' blijven hangen. Hij eiste dat er nieuwe vragen zouden worden bedacht, maar NWO en de VPRO weigerden daarop in te gaan, mede omdat zoiets maanden zou vergen. De uitzending werd in dat jaar gepresenteerd door Karen van Holst Pellekaan, nadat het script in een koortsachtige nacht pal voor de opname was herschreven.
In 2004 en 2005 werd er een Nationale Wetenschapsquiz Student georganiseerd, waarin studententeams van drie personen in een afzonderlijk evenement, zonder camera's, streden tegen elkaar. De beste teams konden in 2004 meedoen met een speciale studentenronde die tegelijk met de opnames van de uitzending werd gehouden. In 2005 werden de teams van wetenschappers geassisteerd door studenten, die de proeven uitvoerden, in de uitzending zelf.
In 2006 bestonden de teams uit krantenlezers; de quiz kende voorrondes, waarin verschillende teams streden om een plaats in de finale, die tegen wetenschappers werd gespeeld. In 2007 bond de knapste familie van Nederland de strijd aan met de wetenschap.